# 施凤来
施鳳來（1563年—1642年），字羽王，一字羽皇，號存梅，浙江平湖县（今浙江平湖）人，明朝政治人物，萬曆丁未榜眼。天啟時依附魏忠賢，為內閣首輔。崇禎初去職。

## 生平
萬曆二十二年（1594年）甲午科浙江鄉試舉人，三十五年（1607年）豋丁未科一甲第二名進士（榜眼）。由翰林薦擢禮部尚書。後依附魏忠賢，天啓六年（1626年）官至禮部尚書兼東閣大學士。十月癸丑与黄立极、张瑞图、李國普為《光宗實錄》總裁。崇禎初年（1627年）魏忠賢被迫自縊後，為言官所劾，乞休去。

## 著作
能為曲，著有《三關記》、《曲海總目提要》傳奇。

## 家族
曾祖施雷，指挥使。祖父施燈。父施應塤。母曹氏。慈侍下。兄鳳岐、鳳徵、鳳至、鳳翔。弟鳳儀、鳳翥、鳳材、鳳起。